# Ludovico Gonzaga

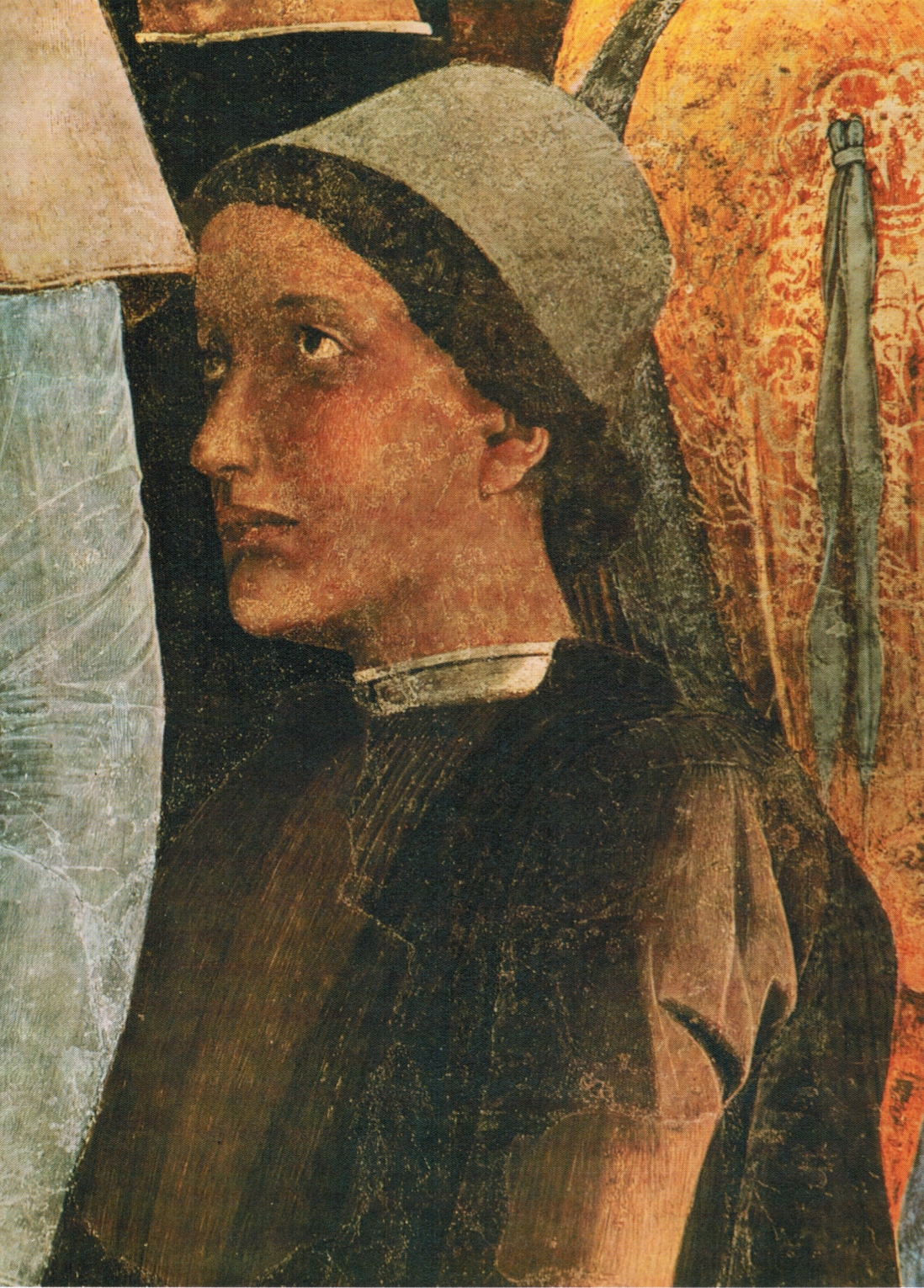
Ludovico Gonzaga (zeitgenössische Darstellung von Andrea Mantegna in der Camera degli Sposi)

Ludovico Gonzaga (* 21. August 1460 in Mantua; † 4. Januar 1511 in Reggiolo) war der Sohn des Markgrafen Ludovico III. Gonzaga von Mantua und seit 1483 Bischof von Mantua.
Seine Mutter war Barbara von Brandenburg (* 1422; † 7. November 1481), Tochter des Markgrafen Johann von Brandenburg.
Sein Bruder Rodolfo Gonzaga († 1495), Herr von Castiglione und Solferino, war der Urgroßvater des Hl. Aloisius von Gonzaga.